# Skarszewice
Skarszewice (niem. Rosalienhof) – osada w Polsce położona w województwie zachodniopomorskim, w powiecie białogardzkim, w gminie Tychowo. W latach 1975–1998 osada należała do województwa koszalińskiego. Według danych UM, na dzień 31 grudnia 2014 roku osada miała 11 stałych mieszkańców. Osada wchodzi w skład sołectwa Modrolas..
Osada leży ok. 3 km na południe od Dobrowa, między Dobrowem a Modrolasem.